# ナラ
ナラ（楢、柞、枹）は、ブナ科（Quercoideae）コナラ亜科 （Quercoideae）コナラ属（Quercus）コナラ亜属（subgenesis Quercus）のうち、落葉性の広葉樹の総称。英語名はオーク（oak）。秋には葉が茶色くなることで知られている。

## 表記・呼称

### 漢字
漢字の「楢」は音符の「酋」と意符の「木」を合わせた形声文字である。

### オークとナラ
英語の oak（オーク）という単語（他のヨーロッパ言語も同様）はヨーロッパナラを指す場合が多く、常緑性のカシのみを指す言葉はライヴオーク（live oak）であり、誤訳となることが度々ある。
英国に分布する oak はナラに相当する。同国首都ロンドン郊外のエプソム競馬場で行われるオークス (Epsom Oaks) は、創設者のダービー卿の義理の伯父であるジョン・バーゴイン将軍がエプソムの領地に別荘を構えたとき、庭にあった大きなオークにちなみこの領地をオークスと名付けたことに由来する。

## 日本に自生する種類
- クヌギ Quercus actissima
- ナラガシワ Quercus aliena
- ミズナラ Quercus crispula （シノニム Quercus mongolica var.grosseserrata）
- カシワ Quercus dentata
- コナラ Quercus serrata
- アベマキ Quercus variabilis

日本では、コナラやクヌギ、アベマキなどは暖帯の照葉樹林帯の植物であり、常緑広葉樹林に混じって出現する。また、照葉樹林が繰り返し伐採を受けると、代償植生としてこれらの木が優占する森林が成立する。武蔵野などと呼ばれるものがこれにあたる。またコナラは、さらに寒い温帯にまで広がる。里山という言葉は、このような森林を想定して使われることが多い。
ミズナラは、ブナ林などに混じって温帯の落葉広葉樹林の重要な構成樹種となる。
クヌギはカブトムシ、クワガタムシが樹液を吸いにやって来る木の定番である。

## ナラの利用

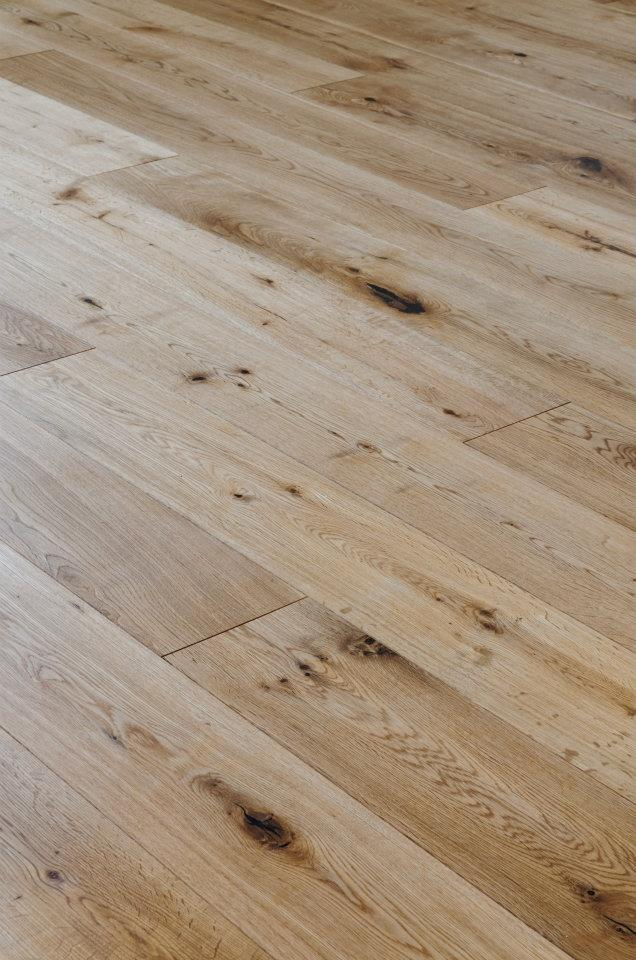
楢無垢材の定尺フロア

木材として高級家具やウィスキー用酒樽の材料となる。後者に使われる樹種は、欧州ではヨーロピアンオーク、北米ではホワイトオークが中心で、日本のサントリーなどはミズナラも併用する。
燃料としては、ナラから造られた木炭は断面が美しいことから、茶の湯の炭に用いられることが多い。また燻製づくりのスモークチップにも使われる。

### ナラ枯れ
ナラは自然界の植生だけでなく公園などでも重要な樹種であるが、カシノナガキクイムシが媒介する菌により枯死する「ナラ枯れ」被害が日本では生じている。薪などとしての利用が減って、カシノナガキクイムシが好む幹の太い巨木が増えたことが背景にあり、林野庁や地方自治体などは、木にビニールを巻いたり罠をしかけたりすることによる侵入防止や捕獲・駆除のほか、被害樹を伐採する対策を紹介・実施している。